# Franciszek Racis
Franciszek Racis (ur. 3 grudnia 1922 w Jasionowie, zm. 26 października 2018) – polski muzykant, skrzypek i śpiewak ze wsi Jasionowo na Suwalszczyźnie.
W 2009 roku wyróżniony Nagrodą im. Oskara Kolberga „Za zasługi dla kultury ludowej”. Był wielokrotnym uczestnikiem festiwalu w Kazimierzu, występował również na festiwalu Nowa Tradycja w inauguracyjnym koncercie pod tytułem „Muzyka Źródeł: Nasi Mistrzowie”.
24 lutego 2014 roku podczas inauguracji Roku Oskara Kolberga został odznaczony Krzyżem Kawalerskim Orderu Odrodzenia Polski za wybitne zasługi w tworzeniu i upowszechnianiu polskiej kultury ludowej.

## Dyskografia
- „Muzyka Źródeł – Suwalskie, Podlasie”, wydawnictwo Radiowego Centrum Kultury Ludowej (trzy utwory; śpiew solo oraz skrzypce w kapeli)
- „Franciszek Racis – Muzykant”, monografia wydana przez Stowarzyszenie Krusznia, za którą otrzymał nagrodę Fonogram Źródeł 2010

## Filmografia
- Franciszek Muzykant – film dokumentalny w reż. Dariusza Gajewskiego[6]